# Култни филм
Култни филм (енгл. cult film), познат и под називом култни класик (енгл. cult classic), јесте филм који је због своје необичности и различитости од устаљених правила кинематографије стекао култни статус. Сваки култни филм има групу страствених обожавалаца, који га изнова гледају, цитирају дијалоге из познатих сцена и покушавају да га на што бољи начин представе пред публиком која није упозната са њим. Сам термин култни филм је први пут употребљен 1970-их како би се описали поноћни филмови који су публици приказали неке табу теме.
Међу култним филмовима посебно је бројна тзв. група оних који су толико лоши да су добри. Ту спадају филмови који су са екстремно ниским буџетом успели да стекну велики број обожавалаца. Најпознатији пример таквих филмова је План 9 из свемира.
Велики број оваквих филмова прође веома лоше на благајнама током премијере и буде веома негативно искритикован, па тек касније добије своју групу верних обожавалаца и стекне култни статус. Неки од примера таквих филмова су Створ, Роки хорор шоу и Носферату – Симфонија ужаса.
С друге стране, има и оних који већ на премијери остваре вртоглав успех и стекну бројна признања. Неки од њих су: Петпарачке приче, Матрикс, Браћа Блуз, Зачарани град, Рашмор, Монти Пајтон - Житије Брајаново.
Примери култних филмова на просторима бивше Југославије су: Ко то тамо пева, Маратонци трче почасни круг, Балкански шпијун, Избавитељ и Гости из галаксије.